# Длиннохвостый исполинский козодой
Длиннохвостый исполинский козодой, или длиннохвостый лесной козодой (лат. Nyctibius aethereus), — вид птиц из отряда козодоеобразных.
Вид распространён в Южной Америке. Основная часть ареала включает бассейн Амазонки и Гвианское плоскогорье. Птица обитает в дождевых лесах на западе Бразилии, севере Боливии, востоке Перу, Эквадора и Колумбии, на юге Венесуэлы, в Гайане и смежных районах Суринама. Кроме того, существуют дизъюнктивные популяции: тихоокеанское побережье Колумбии, Французская Гвиана, в дельте Амазонки к северу от города Белен, на юге Бразилии и востоке Парагвая.